# Cláudio Coutinho
Cláudio Pêcego de Moraes Coutinho, ismertebb nevén: Cláudio Coutinho (Dom Pedrito, 1939. január 5. – Rio de Janeiro, 1981. november 27.) brazil labdarúgóedző.

## Pályafutása
Azon edzők közé tartozott, akik korábban nem rendelkeztek komoly labdarúgó múlttal. Az 1970-es világbajnokságon a brazil válogatott erőnléti edzőjeként dolgozott. Ezt követően vezetőedzővé vált és 1971-ben a Vasco da Gama kispadjára ült le, ahol két évet töltött. 1975-ben a Botafogo együttesénél vállalt munkát. 1977-ben kinevezték a brazil válogatott szövetségi kapitányi posztjára, amit 1980-ig betöltött. Irányításával bronzérmet szereztek az 1978-as világbajnokságon és elődöntőbe jutottak az 1979-es Copa Américán. A válogatottal párhuzamosan a Flamengo együttesét is edzette, mellyel két Carioca bajnoki címet (1978, 1979) szerzett és 1980-ban megnyerte a brazil bajnokságot. 1981-ben az Egyesült Államokban a Los Angeles Aztecs vezetőedzője volt.

### Halála
Az 1981-es idény végén vakációját töltötte Rio de Janiróban, mielőtt Szaúd-Arábiába szerződött volna. Az Ipanemához közeli Ilhas Cagarras szigetcsoport közelében búvárkodás közben megfulladt, mindössze 42 éves volt. 

## Sikerei, díjai
Flamengo
- Carioca bajnok (2):  1978, 1979
- Brazil bajnok (1): 1980

Brazília
- Világbajnoki bronzérmes (1): 1978